# Obelusz

Az obelusz jelölések három változata

 Az obelusz kodikológiai és tipográfiai kifejezés, amely ókori jegyzetre utal. Napjainkban három megjelenési formája van:
- Osztásjel ÷
- Keresztjel †
- Kereskedelmi mínuszjel ⁒ (nem keverendő össze a százalékjellel!)

Az "obelusz" szó az ógörög ὀβελός (obelosz) szóból származik, kihegyezett botot, nyársat vagy hegyes oszlopot jelent. Egygyökerű az obeliszk szóval.
A matematikában az első szimbólumot, az obeluszt főleg az angol nyelvű országokban használják az osztás műveletének jelölésére. A tipográfiában a második szimbólum, a tőrjel (†) a hibás vagy kétes tartalom jelzésére, illetve referenciajelként vagy lábjegyzetjelzőként szolgál. Különféle speciális kontextusokban más felhasználási területei is vannak.

## Használata szöveges megjegyzésekben
A modern tőrszimbólum az obelusz egy változatából származik, amelyet eredetileg sima vonal (−) vagy egy vagy két pontból álló vonal ábrázolt ⨪ ÷. Vasból készült sütőnyársat, nyílvesszőt vagy dárda hegyes végét jelképezte, ami a kétes anyag felnyársalását vagy kivágását szimbolizálta.
Eredetileg az ókori kéziratokban egy ilyen jelet (vagy egy egyszerű vonalat) használtak a hamisított vagy hamisnak vélt részek jelölésére; az ilyen széljegyzetek hozzáadásának gyakorlata obelizmus néven vált ismertté. A tőr szimbólum †, más néven obeliszk, az obeluszból származik, és ma is használják erre a célra. 
Az obeluszról úgy vélik, hogy a homéroszi tudós, Zenodotosz találta ki mint a szerkesztési szimbólumok rendszerének egyik tagját. Ezek a homéroszi eposzok kézirataiban a kérdéses vagy hibás szavakat vagy szövegrészeket jelölték. A rendszert tovább finomította tanítványa, bizánci Arisztophanész, aki először vezette be a csillagot, és egy ⊤-ra emlékeztető szimbólumot használt az obeluszra; végül pedig Arisztarkhosz, akiről az Arisztarkhosz-féle szimbólum nevet kapta.

## A matematikában

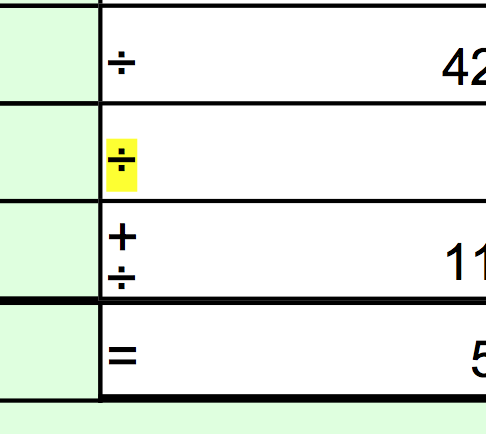
Plusz és mínusz. Az obeluszt – vagy osztásjelet – a mínusz jel változataként használták a Næringsoppgave 1 nevű hivatalos norvég kereskedelmi nyilatkozat űrlapjának kivonatán a 2010-es adóévre vonatkozóan

Az obelusz vízszintes vonalat, fölötte és alatta ponttal (÷) először Johann Rahn svájci matematikus használta az osztás szimbólumaként Teutsche Algebra című könyvében 1659-ben. Ebből született a modern matematikai szimbólum ÷, amelyet az angol nyelvű országokban osztásjelként használnak. Ez a használat, bár az angol nyelvű országokban elterjedt, nem univerzális és nem ajánlott: az ISO 80000-2 szabvány a matematikai jelölésekre csak a szoliduszt (/) vagy a tört sávot ajánlja az osztáshoz, vagy a kettőspontot (:) arányokhoz; azt mondja ki, hogy a ÷ jelet „nem szabad használni” az osztásra.
Az obelusznak ezt a formáját időnként a kivonás matematikai szimbólumaként is használják Észak-Európában; Európa bizonyos részein (beleértve Norvégiát és egészen a közelmúltig Dániát is). Olaszországban, Lengyelországban és Oroszországban ezt a jelölést a mérnöki szakokban néha értéktartomány jelölésére használják.
Egyes kereskedelmi és pénzügyi dokumentumokban, különösen Németországban és Skandináviában, az obelusz egy másik formája – a kereskedelmi mínusz jel – az osztási művelet negatív maradékának jelzésére szolgál.

## Fordítás
Ez a szócikk részben vagy egészben  az   Obelus című angol Wikipédia-szócikk ezen változatának fordításán alapul.  Az eredeti cikk szerkesztőit annak laptörténete sorolja fel. Ez a jelzés csupán a megfogalmazás eredetét és a szerzői jogokat jelzi, nem szolgál a cikkben szereplő információk forrásmegjelöléseként.